# Inspection générale d'État (Sénégal)
Pour les articles homonymes, voir IGE.
L'Inspection générale d'État (IGE) fait partie des services directement rattachés au cabinet du président de la république du Sénégal. Elle est créée en 1964.
Sa principale mission est de produire des rapports annuels sur l’état de la gouvernance et de la reddition des comptes. 
Les rapports sont destinés au président de la république du Sénégal.